# Èra pas de faire
Albums de Fabulous Trobadors
Ma ville est le plus beau park
(1995)
Èra pas de faire est le premier album publié en 1992 du groupe occitan les Fabulous Trobadors.

## Historique
Après quelques années de joutes verbales dans le quartier Arnaud-Bernard de Toulouse, le groupe parvient à publier son premier album sur le label Roker Promocion de Massilia Sound System.

## Liste des titres de l'album
1. Alpha bêtises 1
2. Pas de çi
3. Los tetons (dins la familia)
4. L'Homo flipper (live in Marshila)
5. Oieie
6. Bomb the canta
7. Cachou Lajaunie (NYC mescla)
8. Félix Castan (Aliénor dub mescla)
9. Sirvens Sui
10. Ne faites pas de concession
11. Ai ! Que lo babau me pica ! (human juke box estil)
12. Come on every Baudis
13. Et alors ? Et ce Larrazet ? (total Ange B)
14. Pas de çi (mercat mescla)
15. Alpha bêtises 2

## Accueil de la critique
Pour Les Inrocks, Èra pas de faire – qui constituera le premier volet d'une trilogie avec les deux suivants – constitue la pièce « séminale » du travail du duo toulousain basée sur l'expérience des voyages de Claude Sicre au Brésil et à New York dépoussiérant la poésie traditionnelle en langue d'oc en alliant sa « vivacité avec le minimalisme hip-hop ».